# Санта-Сесилия-Акатитлан
Санта-Сесилия-Акатитлан, или просто Акатитлан, аст. Acatitlán, «место среди тростников» — археологический памятник культуры чичимеков. Находится в пос. Санта-Сесилия, муниципалитет Тлальнепантла-де-Бас, штат Мехико, близ города Мехико. В древности памятник располагался на северо-западном побережье большого озера Тескоко.
Данный город культуры чичимеков был тесно связан с другим памятником, Тенайука, который в ту эпоху был политическим и религиозным центром чичимеков. Позднее оба города покорили ацтеки, и они продолжали существование под властью Теночтитлана, вплоть до победы над ацтеками испанских конкистадоров в 1521 году. После завоевания испанцами Мексики Акатитлан приходит в упадок, и вскоре, наряду со многими другими мезоамериканскими городами, его разрушают, чтобы добыть камень для сооружения многочисленных христианских церквей.
Рядом с местом раскопок в 1961 г. был открыт археологический музей.